# Incidentul cu avionul de spionaj american U-2 din 1960

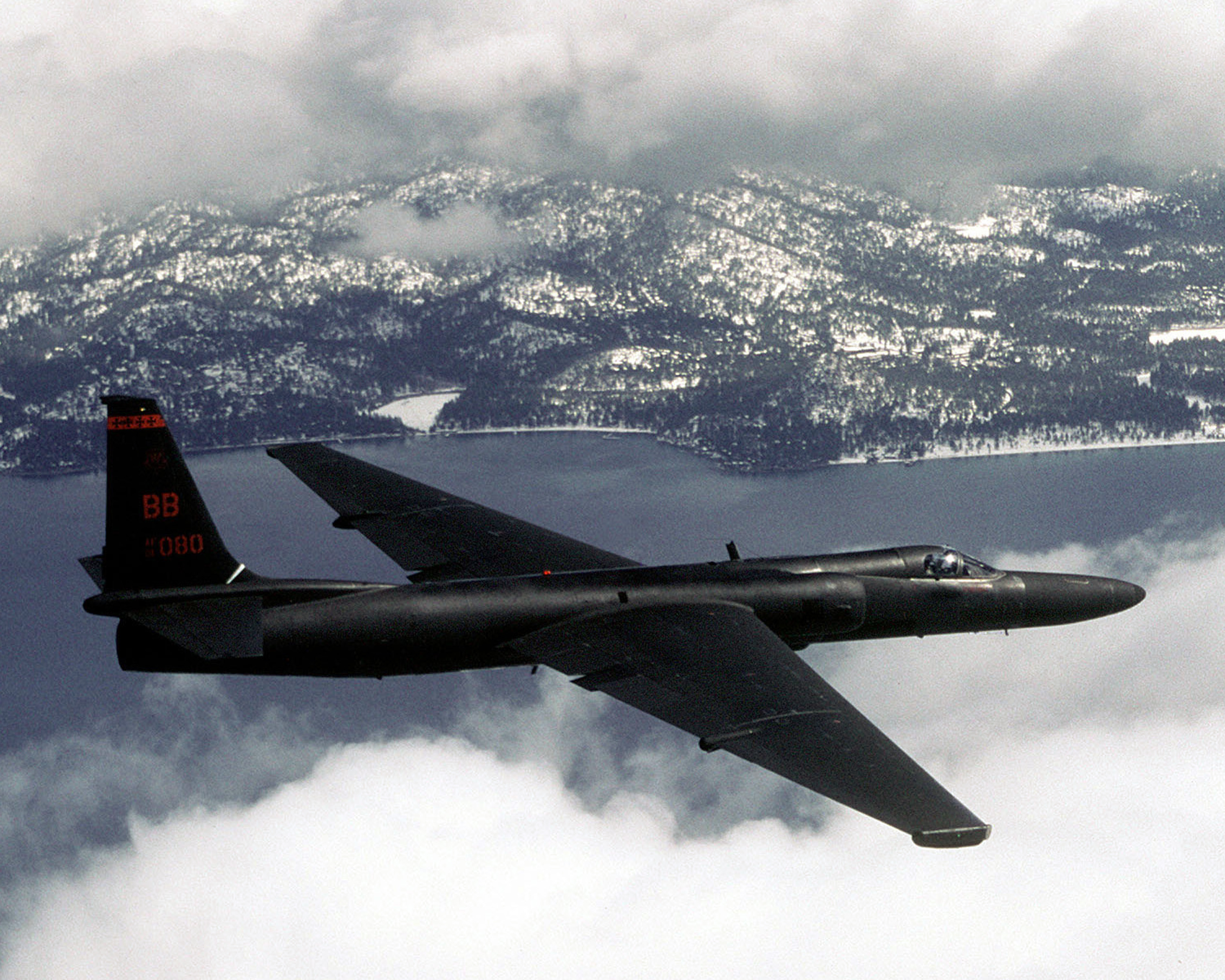
Avion american de tip U-2, similar cu cel doborât în 1960 deasupra URSS.

Incidentul cu avionul de spionaj american U-2 din 1960 a avut loc în timpul Războiului Rece la data de 1 mai 1960, în timpul mandatului președintelui american Dwight Eisenhower, premier al Uniunii Sovietice fiind Nikita Hrușciov, când deasupra URSS artileria antiaeriană sovietică a doborât cu rachetă un avion de spionaj al Statelor Unite de tip  U-2.
În prima fază guvernul SUA a negat scopul și misiunea zborului acestui avion, dar apoi prin prezentarea pilotului Francis Gary Powers capturat au fost forțați de sovietici să recunoască faptul că zborul a fost o acțiune de spionaj aerian. Întâmplarea având loc aproximativ cu două săptămâni înainte de summit-ul est-vest de la Paris, a fost un eveniment jenant pentru SUA și a marcat o deteriorare a relațiilor americano-sovietice.